# Leonhardskirche (Knittlingen)

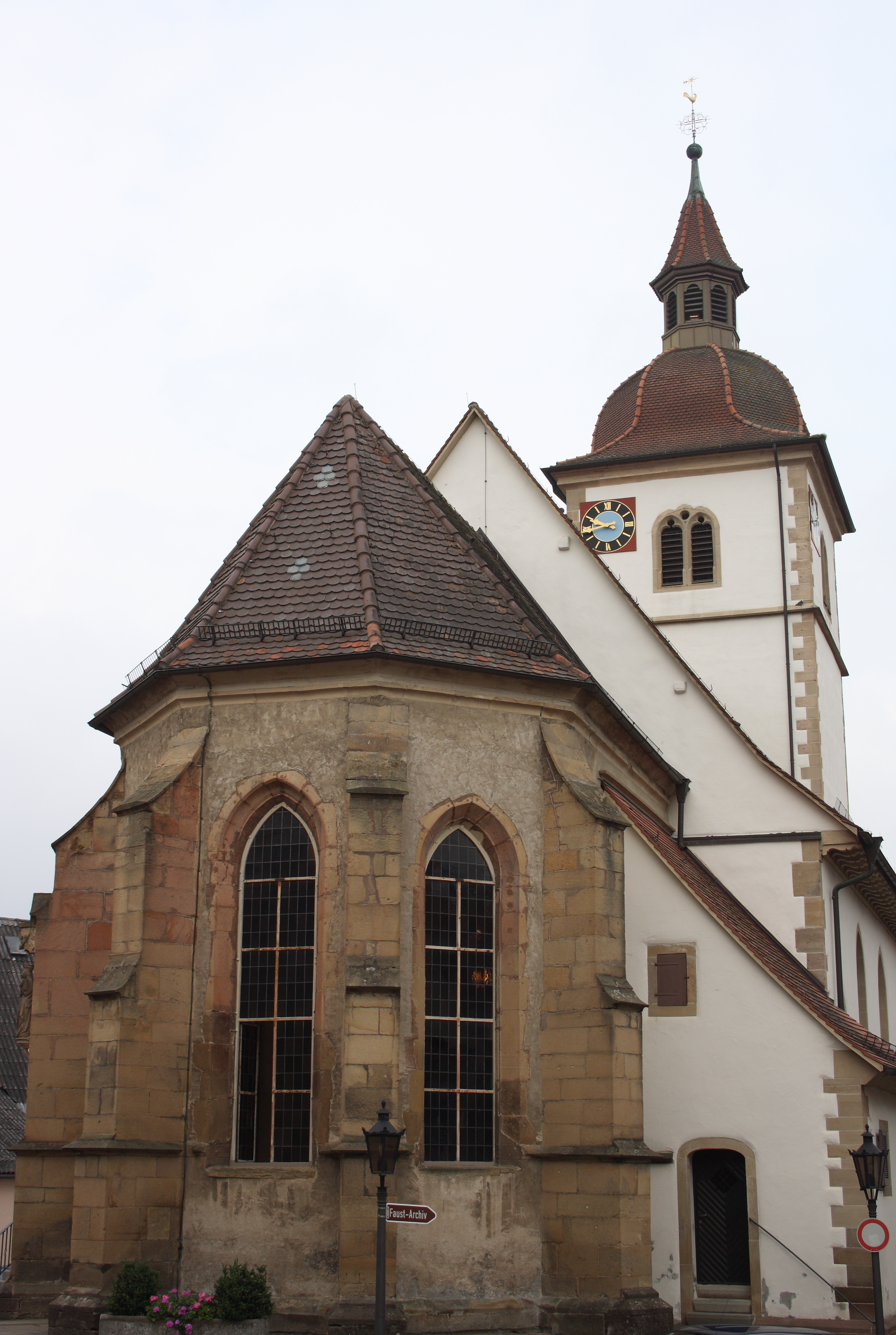
Leonhardskirche in Knittlingen

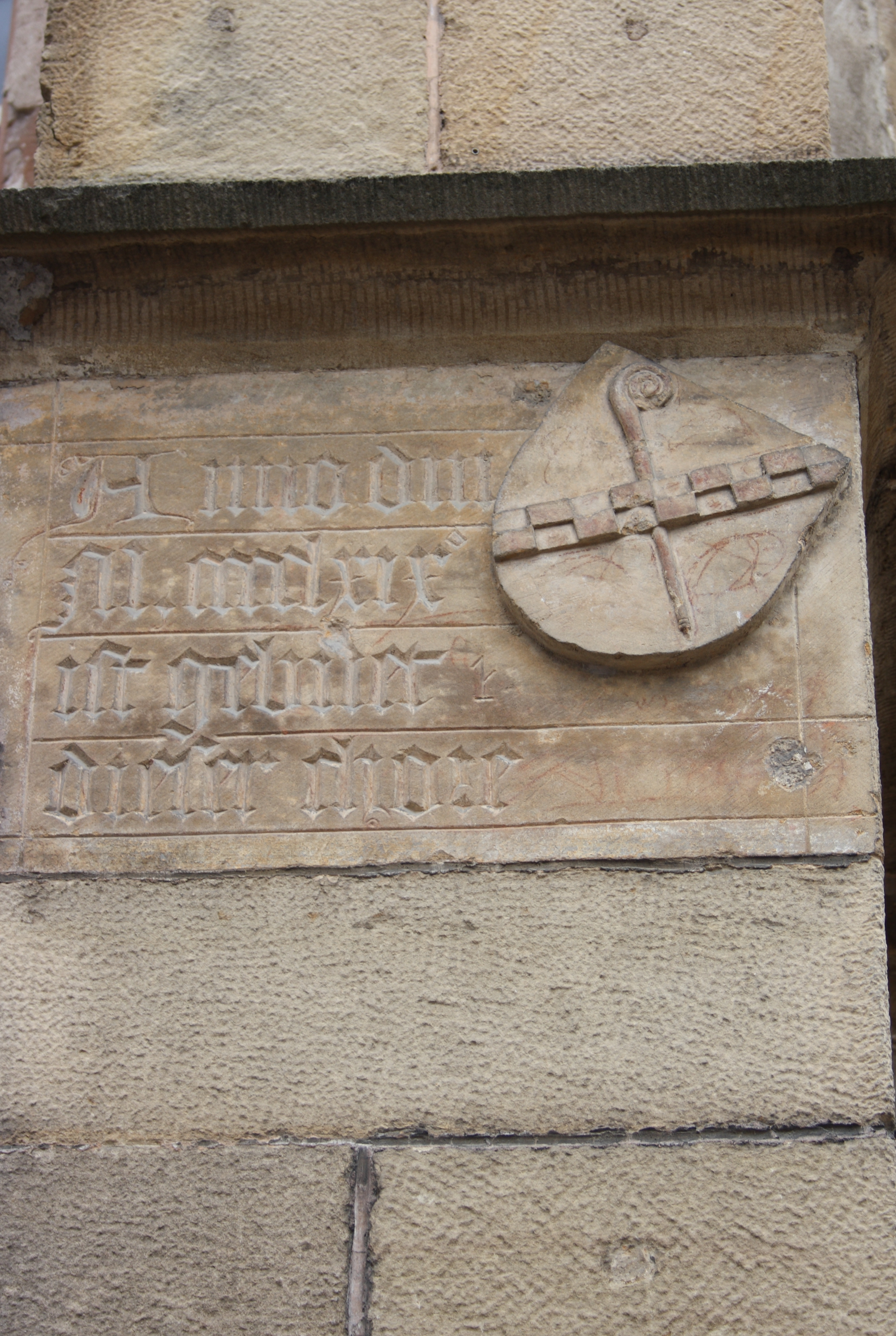
Wappen des Klosters Maulbronn

Die Leonhardskirche ist die evangelische Pfarrkirche in Knittlingen, einer Stadt im Enzkreis in Baden-Württemberg, die im Mittelalter errichtet wurde. Die Kirche ist ein geschütztes Kulturdenkmal.

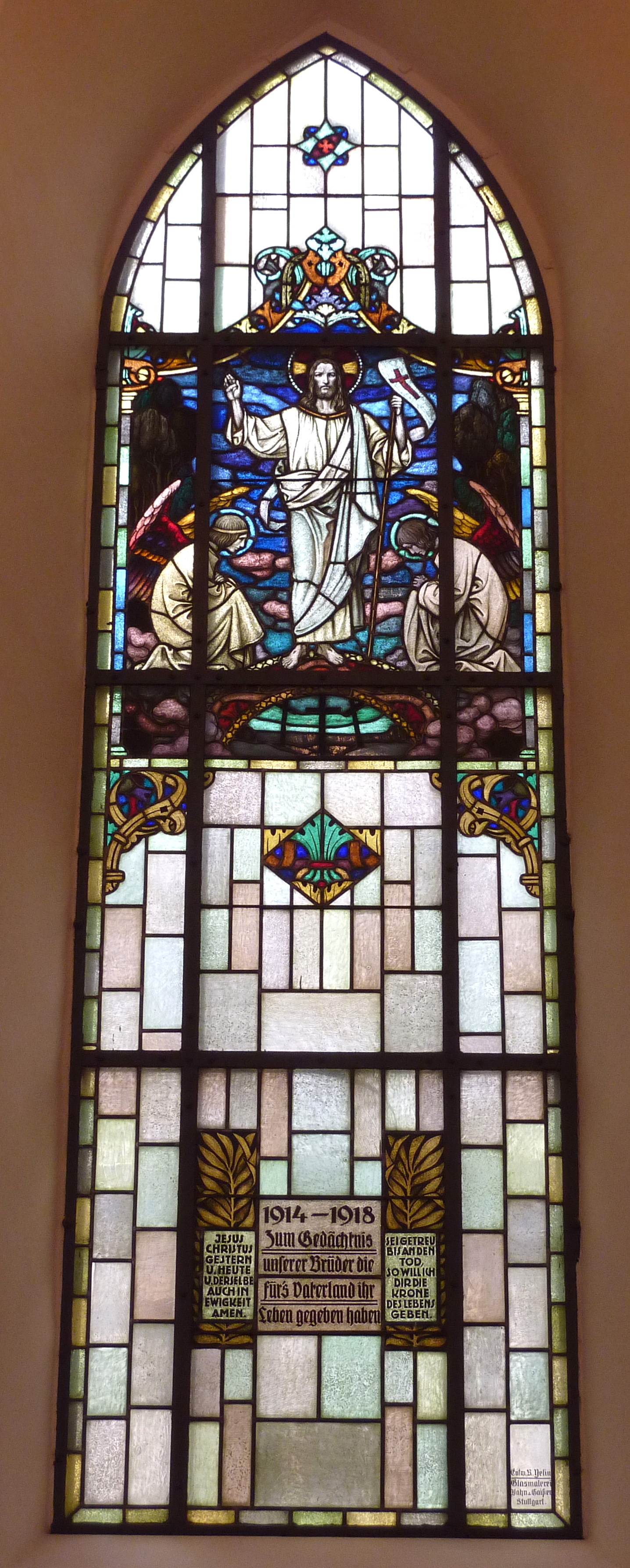
Kriegsfenster von 1926

## Beschreibung

### Turm
Der untere Teil des Westturmes wurde um 1100 errichtet. Vermutlich wurde er zunächst als Wehrturm gebaut und später zum Kirchturm umgewandelt. Er besitzt auf allen Stockwerken ein Tonnengewölbe und schließt mit einer welschen Haube ab.

### Chor
Der Chor wurde 1469 im Stil der Gotik gebaut, er besitzt schmale Lanzettfenster. An den Strebepfeilern sind der Abtsstab, die Zisterzienserraute und eine fünfblättrige Rose dargestellt als Zeichen der Zugehörigkeit zum Kloster Maulbronn.

### Kirchenschiff
Das Kirchenschiff stammt ursprünglich vom Ende des 16. Jahrhunderts und wurde in der Folgezeit mehrmals verändert, vor allem beim Umbau zur Querkirche im Jahre 1703 mit dem Einbau einer Süd- und Westempore und mit der Holzkanzel mitten auf der Nordwand. Erst    1956 wurde die Kanzel von dort an die nördliche Chorbogenwand versetzt, die Südempore gekürzt und das Parterregestühl nach Osten ausgerichtet. Bei der Renovierung im Jahr 2009 wurden kleine Teile der Bemalungen freigelegt.

## Bleiglasfenster
1926 wurden zu beiden Seiten der Kanzel Bleiglasfenster nach Entwürfen des Stuttgarter Künstlers Rudolf Yelin d. Ä. eingebaut, die als Kriegsfenster bezeichnet werden. Sie erinnern an die Gefallenen des Ersten Weltkriegs. Auch zwei Wappenscheiben der Familien Straub und Wezel sind vorhanden.